# Чандмань (Говь-Алтай)
Чандмань (монг. Чандмань) — сомон аймака Говь-Алтай в юго-западной части Монголии, площадь которого составляет 4 629 км². Численность населения по данным 2009 года составила 2 053 человек.
Центр сомона — посёлок Тал-шанд, расположенный в 190 километрах от административного центра аймака — города Алтай и в 970 километрах от столицы страны — Улан-Батора.

## География
Сомон расположен в юго-западной части Монголии на границе с соседним аймаком Баянхонгор. На территории Чандмани располагаются гора Чандмань, протекает река Хурхрээ.
Из полезных ископаемых в сомоне встречаются железная руда, каменный уголь, химическое сырьё.

## Климат
Климат резко континентальный. Средняя температура января -18-20 градусов, июля +20 градусов. Ежегодная норма осадков 160-200 мм.

## Фауна
Животный мир Чандмани представлен лисами, волками, косулями, аргалями, манулами, дикими козами, зайцами, тарбаганами.

## Инфраструктура
В сомоне есть школа, больница.